# تياغو روشا
تياغو روشا (4 سبتمبر 1992 ببينفايل في البرتغال - ) هو لاعب كرة قدم برتغالي في مركز حراسة المرمى. لعب مع نادي بينفايل.

## وصلات خارجية
- تياغو روشا على موقع قاعدة بيانات كرة القدم.إي يو (الإنجليزية)
- تياغو روشا على موقع Soccerway.com (الإنجليزية)
- تياغو روشا على موقع AS.com (الإسبانية)